# BSA M-serie 600 cc
De BSA M-serie 600 cc was een serie 600cc-motorfietsen die het Britse merk BSA uit Birmingham produceerde van 1933 tot 1963.

## Voorgeschiedenis
BSA was al in 1914 begonnen met de productie van 557cc-eencilinderzijkleppers die vooral bedoeld waren als zijspantrekker. Dit waren het BSA Model H met kettingaandrijving en het BSA Model K met de meer vertrouwde Chain-cum-belt drive. In 1925 waren er alleen nog kettingaangedreven modellen en in 1929 kreeg H29 De Luxe een zadeltank en een sloper-motor met voorover hellende cilinder. De machines hadden een boring van 85 mm en een slag van 98 mm. De productie eindigde in 1932 met de H32-9 De Luxe.

## Modelaanduiding
Vanaf 1925 voegde BSA het productiejaar toe aan de modelnamen. Zo ontstond bijvoorbeeld het BSA Model H25 De Luxe. In 1930 vond er weer een wijziging plaats. De BSA H30-8 kreeg een letter ("H" voor het model), een getal ("30" voor het productiejaar) en een tweede getal ("8" voor de plaats in de BSA-catalogus). In 1936 werd dit systeem weer losgelaten. Alleen de modelnaam en de plaats in de catalogus bleef bestaan. Zo veranderde de M35-10 in 1936 in de M10. In 1937 volgde weer een wijziging. De meeste lichte modellen (250- en 350 cc) kregen de letter "B" gevolgd door een getal boven de twintig (B20 Tourer, B21 Sports, B22 Empire Star, B23 Tourer, B24 Empire Star, B25 Competition en B26 Sports). De 500- en 600cc-modellen kregen de letter "M" gevolgd door een getal boven de twintig (M20 Tourer, M21 Tourer, M22 Sports en M23 Empire Star).

## M-serie zijkleppers

### M33-10
De M33-10 volgde in 1933 de H32-9 De Luxe op. De letter M stond voor het type, het getal 33 voor het bouwjaar en het getal 10 voor de plaats in de catalogus, tussen de 500cc-BSA W33-9 Special en de BSA M33-11-kopklepper. De machine had een zwart frame en een verchroomde tank met groene flanken en het instrumentenpaneel met ampèremeter, oliedrukmeter, licht- en contactschakelaar op de tank. De snelheidsmeter zat op het stuur. 

#### Motor
De boring van de zijklepmotor bleef gelijk (85 mm), maar de slag werd verlengd tot 105 mm, waardoor de cilinderinhoud op 596,8 cc kwam. De kleppen zaten nog steeds rechts van de cilinder, netjes weggewerkt achter een metalen kapje. Het was nog steeds een sloper, met de magdyno achter de cilinder, aangedreven door een korte ketting achter een stofvrij deksel. Die zorgde voor de ontsteking en voor de stroomvoorziening van de Lucas-elektrische verlichting en het opladen van de accu. De carburateur werd geleverd door Amal. Zowel Lucas als Amal waren in Birmingham gevestigd. Het carter had aan de voorkant een apart compartiment voor de motorolie. Het was geen wet-sumpsysteem, want de olie stond niet rechtstreeks in contact met de motor zelf. Het compartiment verving feitelijk de olietank voor het dry-sumpsysteem. De machine had een fishtail-uitlaat. 

#### Transmissie
Aan de linkerkant van de krukas zat een transmissiedemper om de aandrijfkettingen te beschermen tegen de klappen van de motor. De primaire ketting liep in een gesloten kettingkast en dreef de meervoudige droge plaatkoppeling aan. Die dreef de handgeschakelde vierversnellingsbak met kickstarter aan en de secundaire aandrijving werd verzorgd door een tweede ketting in een open kettingscherm.

#### Rijwielgedeelte
Zoals alle slopers kreeg de BSA M33-10 een dubbel wiegframe, samengesteld uit aan elkaar geschroefde rechte buizen. Dat was niet al te stevig, waardoor het motorblok toch nog een dragende functie behield. De voorvering werd verzorgd door een voorvork uit eigen huis, die werkte volgens het Girder-principe met een enkele centrale veer. Er waren twee frictiedempers gebruikt: een als schokdemper op de voorvork en een als stuurdemper. Achtervering was er niet. Voor en achter zaten 17,8cm-trommelremmen. Het kastje met boordgereedschap zat aan de rechterkant tussen de buizen van het achterframe. De M33-10 had zowel een voor- als een achterwielstandaard. 

### M34-12 en M35-10
In 1934 veranderde de naam in M34-12, maar technisch bleef de machine gelijk, met uitzondering van het snel uitneembare achterwiel. Ze kostte 61 pond. 1935 was het laatste jaar voor de slopers. De BSA M35-10 was de laatste zijklep-sloper, technisch ongewijzigd, maar wel een pond duurder dan het voorgaande model. 

### M10, M21 Tourer en M21
De BSA M10 van 1936 had weer een gewone staande eencilindermotor. Het was feitelijk een grotere versie van de 500cc-W6. Boring en slag bleven gelijk (85 × 105 mm). Omdat de cilinder rechtop stond verhuisde de magdyno weer naar de voorkant. De M10 kreeg ook een volledig gesloten kettingkast voor de eindaandrijving. Na de komst van hoofdconstructeur Valentine Page in 1936 verdwenen veel modellen in 1937 van de markt, waaronder de M10. Page maakte korte metten met de oliecompartimenten in het carter en verving ze door een meer gebruikelijke olietank. Zo ontstonden de 500cc-BSA M20 Tourer en de 600cc-BSA M21 Tourer. De toevoeging "Tourer" zorgde voor het onderscheid met het sportmodel M22 Sports. Page verbouwde de motor door de magdyno weer naar de achterkant van de cilinder te verplaatsen. De M21 Tourer bleef twee jaar onder deze naam bestaan, maar in 1938 nam Page de motor onderhanden en bracht de boring op 82 mm en de slag op 112 mm, waardoor de cilinderinhoud 591,5 cc bedroeg. Toen de M22 Sports na 1938 uit productie ging was de naam "Tourer" niet meer nodig. Vanaf 1939 heette de machine BSA M21 en werd ze ook met voetschakeling geleverd. In 1939 en 1940 werden ook een aantal militaire M21's gebouwd. De Koninklijke Landmacht bestelde een aantal exemplaren, maar koos voor handschakeling. Gedurende de Tweede Wereldoorlog lag de civiele productie stil, BSA had werk genoeg met de levering van 125.334 militaire W-M20's. In 1945 verscheen er weer een civiele M20 en in 1946 kwam ook de M21 weer op de markt. De fishtail pipe was vervangen door een gewone ronde uitlaat en in 1948 kregen de W-modellen een aantal onderdelen die ook op de B-modellen werden gebruikt, waaronder de accubak en het gereedschapskastje. In juni 1948 werden de frames aangepast om de inbouw van een telescoopvork mogelijk te maken. In 1951 kreeg de M21 een aluminium cilinderkop en werd het ook mogelijk achtervering (plunjervering) te bestellen. Wie voor een geveerd frame koos kon vanaf 1952 ook een buddyseat laten monteren. De starre achterframes kregen dat niet, omdat een geveerd zweefzadel nog enig comfort bood. In dat jaar werden de tanks niet verchroomd maar gespoten, door een tekort aan chroom na het uitbreken van de Koreaanse Oorlog. In 1959 stond de M21 niet meer in de catalogus, maar wie dat wilde kon nog tot 1963 zo'n machine bestellen. In 1961 werd de machine voorzien van een wisselstroomdynamo. De Britse Automobile Association bestelde nog een aantal M21's en de Nederlandse Wegenwacht gebruikte de M21 van 1949 tot 1960. 

## M-serie kopkleppers

### M33-11
Tegelijk met de zijkleppers bracht BSA ook nieuwe 600cc-kopkleppers op de markt. Daarmee zette het ook de productie van slopers voort, nu de 500cc-BSA S32-8 De Luxe was opgevolgd door de staande eencilinder W33-7. De eerste was de M33-11, die technisch niet veel afweek van de zijklep-M33-10. 

#### Motor
De boring en slag waren gelijk (85 mm × 105 mm). De stoterstangen zaten rechts van de cilinder. Het was nog een sloper, met de magdyno achter de cilinder, aangedreven door een korte ketting achter een stofvrij deksel. Die zorgde voor de ontsteking en voor de stroomvoorziening van de Lucas-elektrische verlichting en het opladen van de accu. In de cilinderkop zaten twee (Two Port) uitlaatpoorten en de machine had dan ook twee fishtail pipes. Qua vermogen leverde dat niets op, de machine werd er alleen maar zwaarder door, maar zag er van achteren wel symmetrisch uit. De carburateur werd geleverd door Amal. Zowel Lucas als Amal waren in Birmingham gevestigd. Het carter had aan de voorkant een apart compartiment voor de motorolie. Het was geen wet-sumpsysteem, want de olie stond niet rechtstreeks in contact met de motor zelf. Het compartiment verving feitelijk de olietank voor het dry-sumpsysteem. 

#### Transmissie
Aan de linkerkant van de krukas zat een transmissiedemper om de aandrijfkettingen te beschermen tegen de klappen van de motor. De primaire ketting liep in een gesloten kettingkast en dreef de meervoudige droge plaatkoppeling aan. Die dreef de handgeschakelde vierversnellingsbak met kickstarter aan en de secundaire aandrijving werd verzorgd door een tweede ketting in een open kettingscherm.

#### Rijwielgedeelte
Zoals alle slopers kreeg de BSA M33-11 een dubbel wiegframe, samengesteld uit aan elkaar geschroefde rechte buizen. Dat was niet al te stevig, waardoor het motorblok toch nog een dragende functie behield. De voorvering werd verzorgd door een voorvork uit eigen huis, die werkte volgens het Girder-principe met een enkele centrale veer. Er waren twee frictiedempers gebruikt: een als schokdemper op de voorvork en een als stuurdemper. Achtervering was er niet. Voor en achter zaten 17,8cm-trommelremmen. Het kastje met boordgereedschap zat aan de rechterkant tussen de buizen van het achterframe. De M33-11 had zowel een voor- als een achterwielstandaard. 

### M34-13 en M35-11
In de volgende jaren waren de wijzigingen beperkt. De M34-13 uit 1934 kreeg een snel verwijderbaar achterwiel en kostte 63 pond (slechts twee pond meer dan de M34-12 zijklepper). De M35-11 uit 1935 bleef voor zover bekend ongewijzigd. 

### Einde productie
De kopklep-slopers gingen na 1935 uit productie. Voor de sportieve rijders had BSA meer ijzers in het vuur, in 1936 bijvoorbeeld de 500cc-kopkleppers Q7, Q8 Empire Star, Q21 New Blue Star, J12 V-twin en de 750cc-Y13 V-twin.

## Afbeeldingen

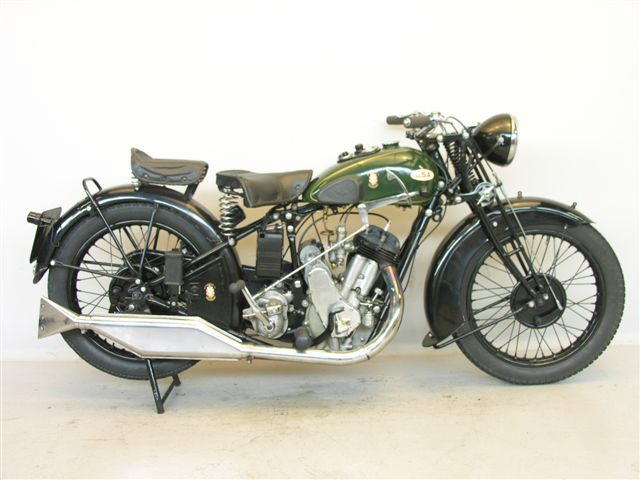
BSA M33-10 zijklepper uit 1933
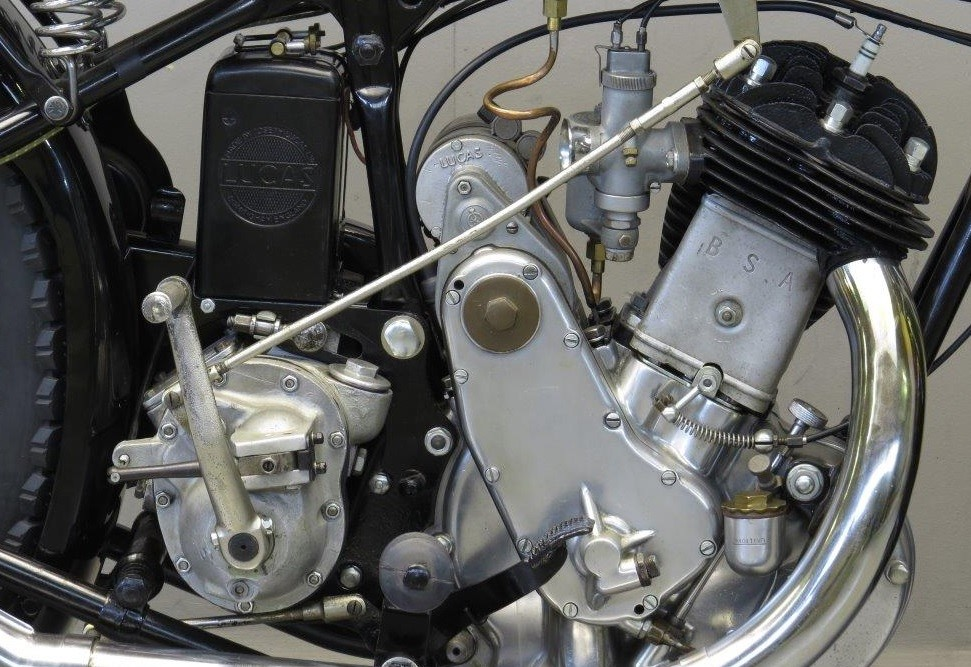
De zijklep-sloper van 1933. Uiterst rechts de uitstulping van het carter die het oliereservoir bevat. De magdyno voor ontsteking en verlichting zit net als de carburateur achter de cilinder. De vierversnellingsbak in handgeschakeld en daar zit ook de kickstarter.
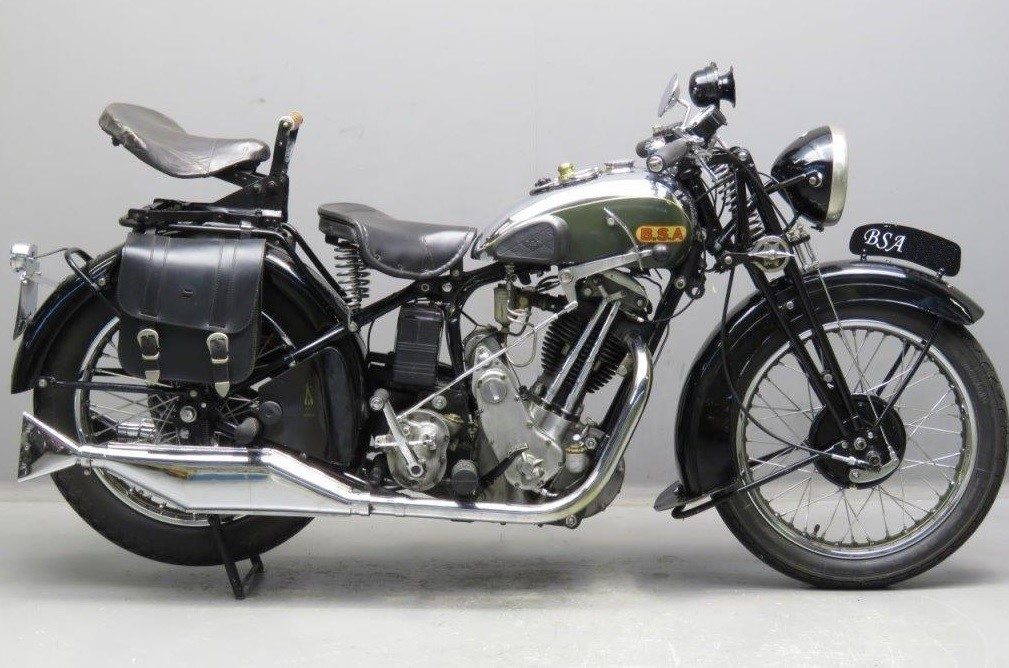
BSA M33-11 kopklepper uit 1933
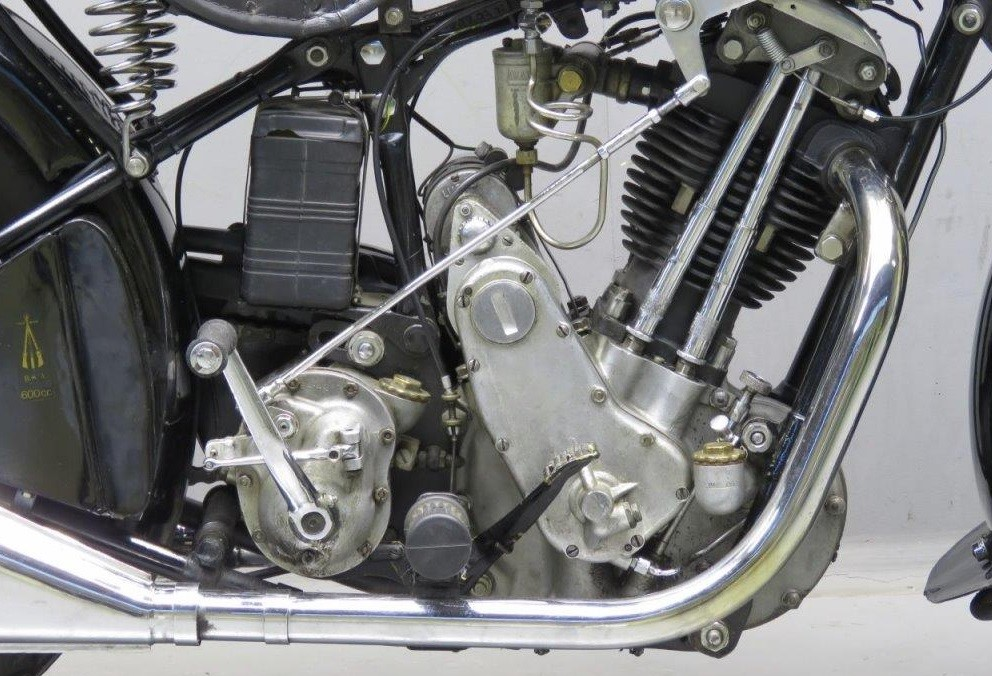
De kopklep-sloper met stoterstangen uit 1933
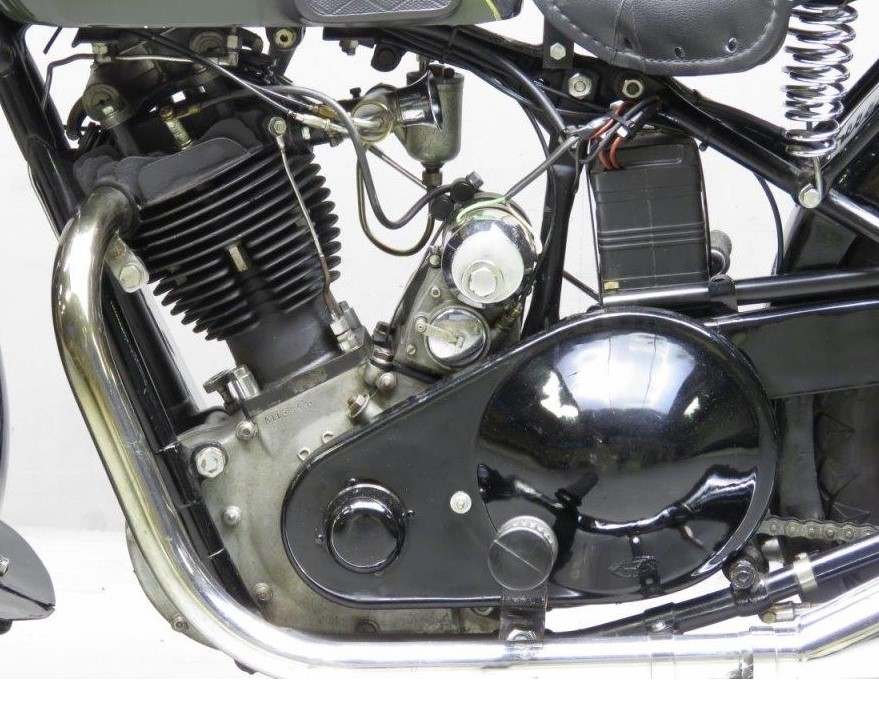
Aan de voorkant van de primaire kettingkast zat een uitstulping voor de transmissiedemper.
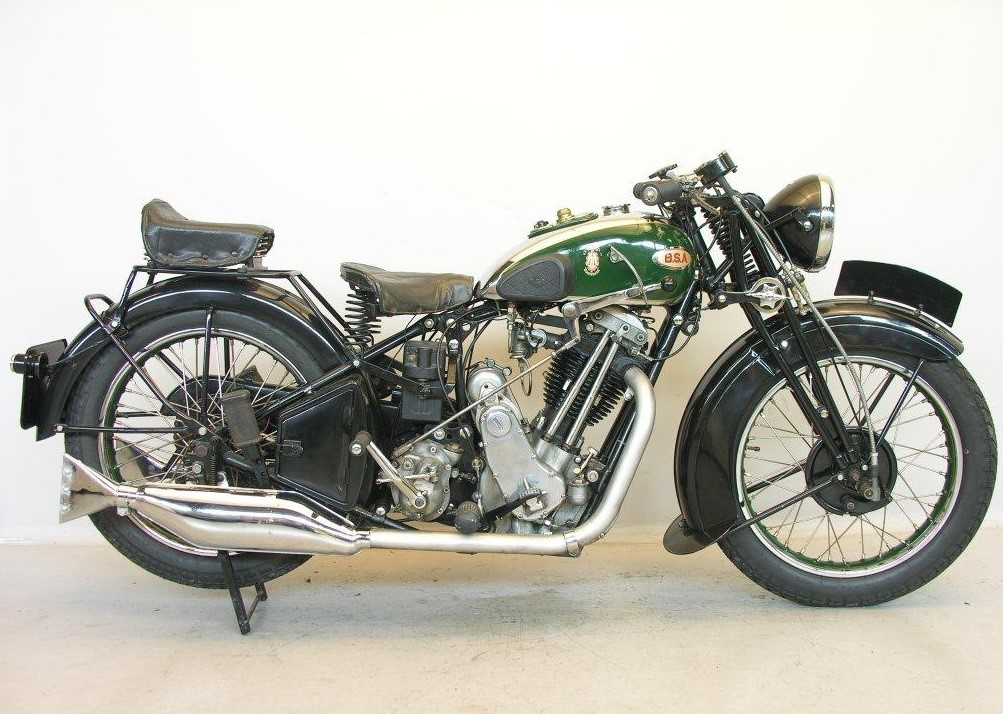
BSA M34-13 kopklepper uit 1934

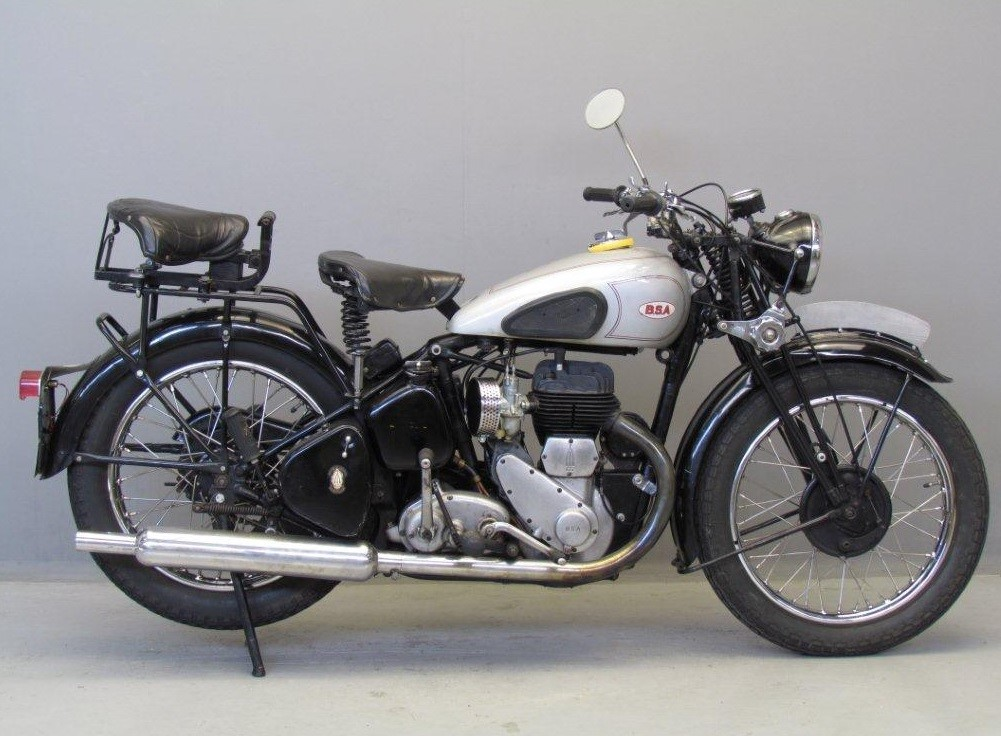
BSA M21 uit 1939
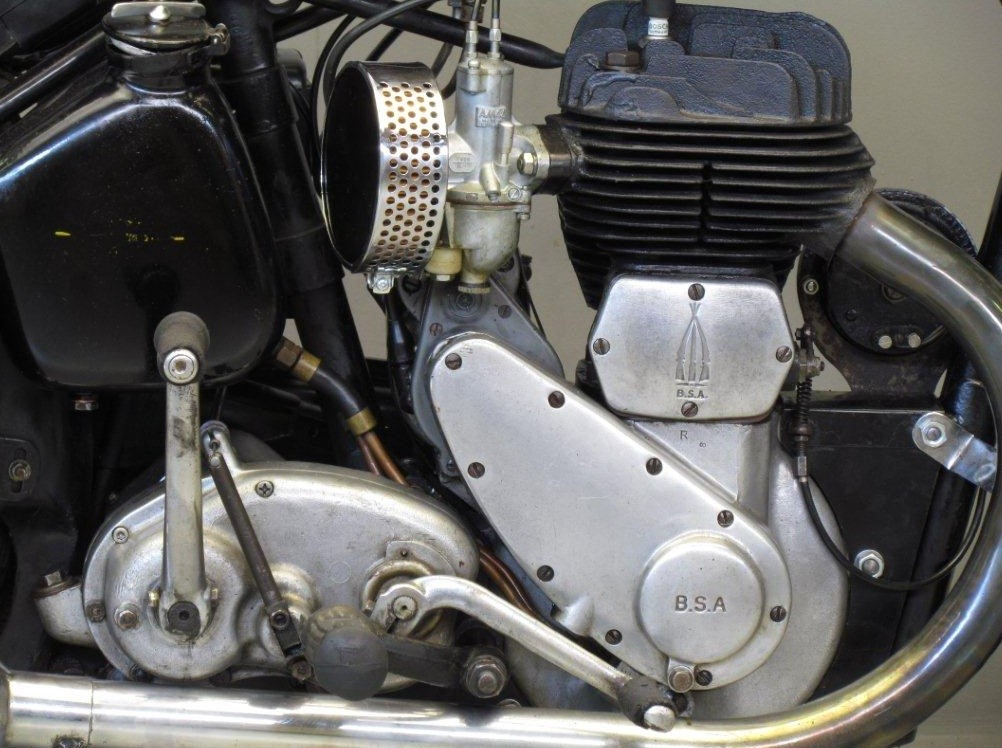
Het zijklepblok van Val Page was veel strakker afgewerkt en zou tot 1963 vrijwel ongewijzigd blijven.
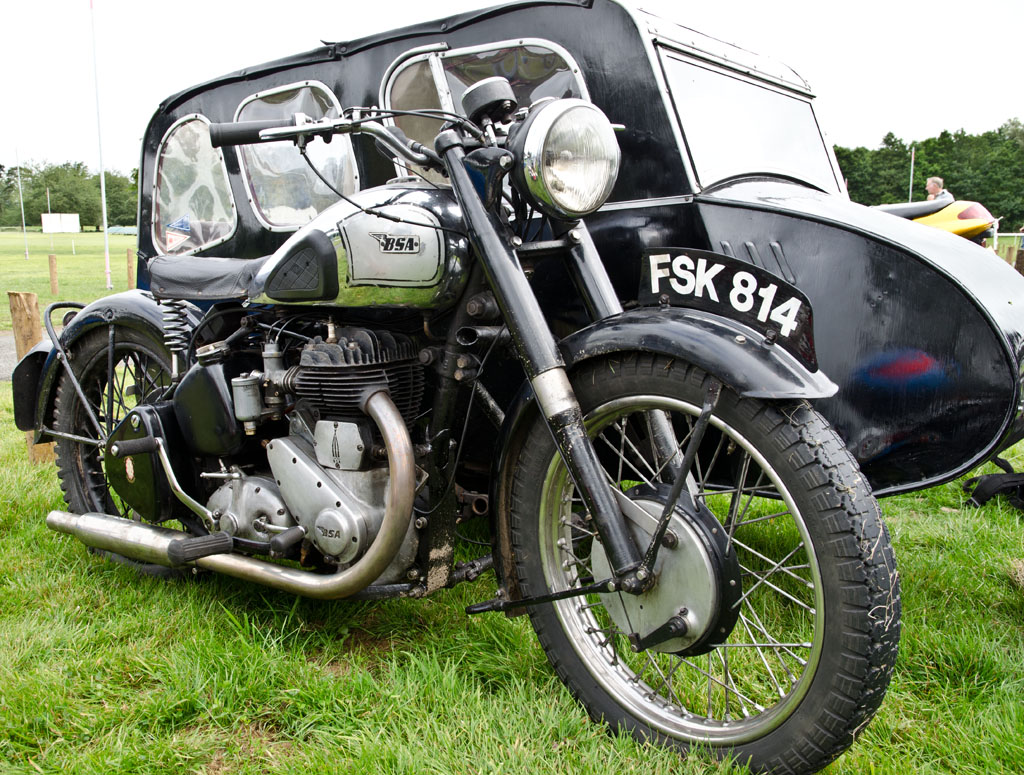
De M21 (1951) was ook bedoeld als zijspantrekker.
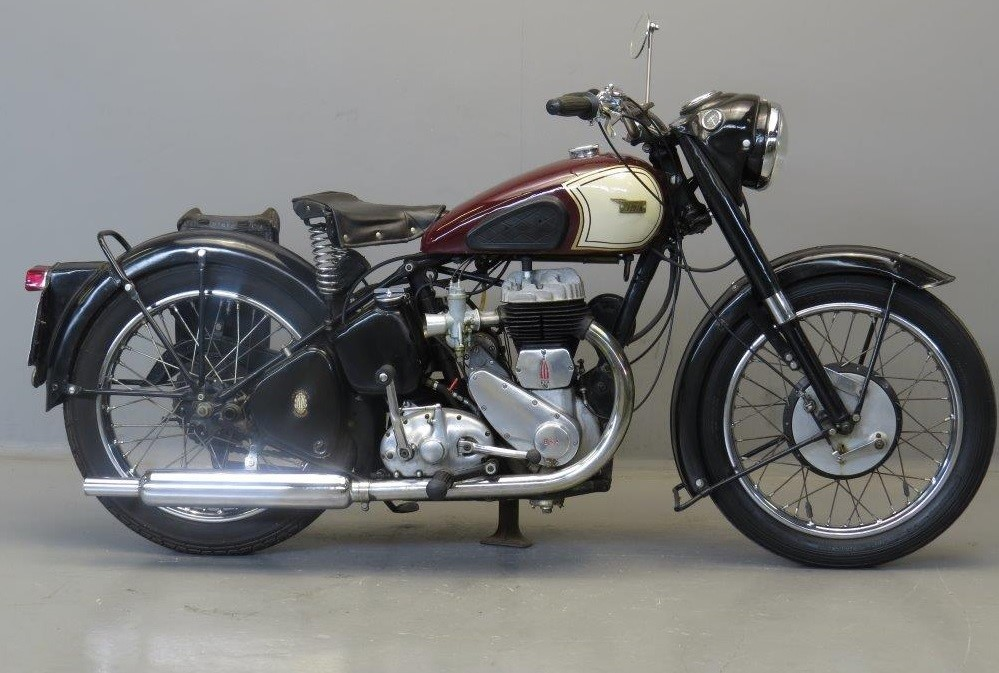
M21 uit 1956 zonder achtervering.
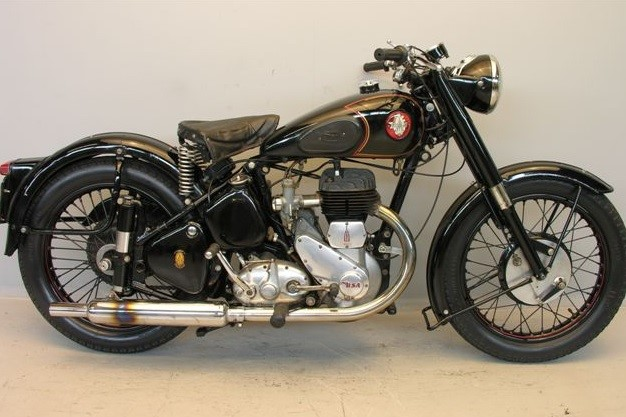
M21 uit 1956 met plunjervering.
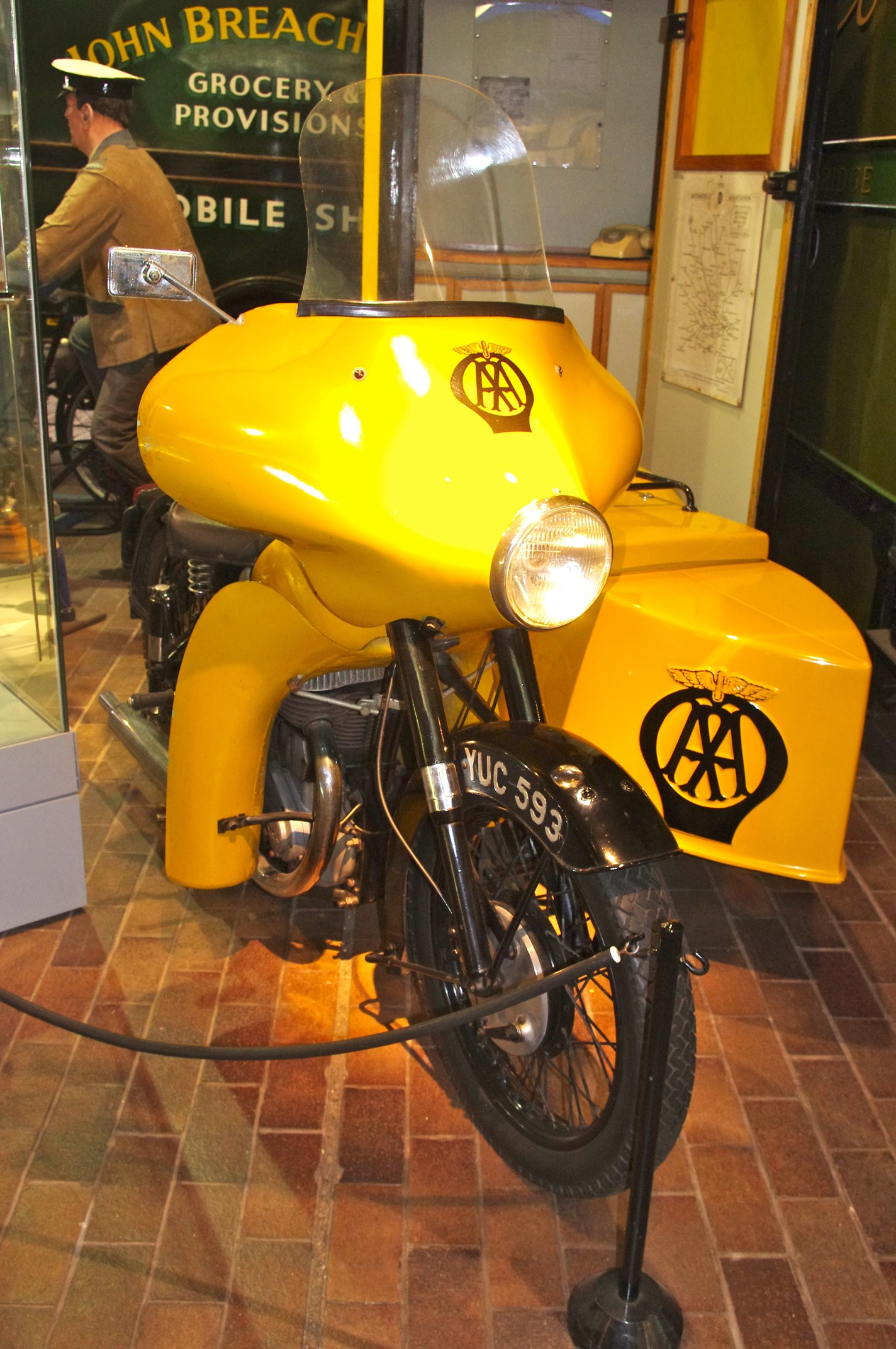
M21 van de Britse wegenwacht (1960).

## Technische gegevens
| BSA                    | M33-10                  | M33-11                  | M34-12                  | M34-13                  | M35-10                  | M35-11                  | M10                     | M21 Tourer 1937         | M21 Tourer 1938         | M21                                        |
| ---------------------- | ----------------------- | ----------------------- | ----------------------- | ----------------------- | ----------------------- | ----------------------- | ----------------------- | ----------------------- | ----------------------- | ------------------------------------------ |
| Periode                | 1933                    | 1933                    | 1934                    | 1934                    | 1935                    | 1935                    | 1936                    | 1937                    | 1938                    | 1939-1963                                  |
| Categorie              | Toer/zijspantrekker     | Toer/zijspantrekker     | Toer/zijspantrekker     | Toer/zijspantrekker     | Toer/zijspantrekker     | Toer/zijspantrekker     | Toer/zijspantrekker     | Toer/zijspantrekker     | Toer/zijspantrekker     | Toer/zijspantrekker                        |
| Motortype              | SV                      | OHV                     | SV                      | OHV                     | SV                      | OHV                     | SV                      | SV                      | SV                      | SV                                         |
| Bouwwijze              | Sloper                  | Sloper                  | Sloper                  | Sloper                  | Sloper                  | Sloper                  | Staande eencilinder     | Staande eencilinder     | Staande eencilinder     | Staande eencilinder                        |
| Koeling                | Lucht                   | Lucht                   | Lucht                   | Lucht                   | Lucht                   | Lucht                   | Lucht                   | Lucht                   | Lucht                   | Lucht                                      |
| Boring                 | 85 mm                   | 85 mm                   | 85 mm                   | 85 mm                   | 85 mm                   | 85 mm                   | 85 mm                   | 85 mm                   | 82 mm                   | 82 mm                                      |
| Slag                   | 105 mm                  | 105 mm                  | 105 mm                  | 105 mm                  | 105 mm                  | 105 mm                  | 105 mm                  | 105 mm                  | 112 mm                  | 112 mm                                     |
| Cilinderinhoud         | 595,8 cc                | 595,8 cc                | 595,8 cc                | 595,8 cc                | 595,8 cc                | 595,8 cc                | 595,8 cc                | 595,8 cc                | 591,5 cc                | 591,5 cc                                   |
| Carburateur(s)         | Amal                    | Amal                    | Amal                    | Amal                    | Amal                    | Amal                    | Amal                    | Amal                    | Amal 75                 | Amal 275, vanaf 1946: Amal Monobloc        |
| Smeersysteem           | Dry-sump                | Dry-sump                | Dry-sump                | Dry-sump                | Dry-sump                | Dry-sump                | Dry-sump                | Dry-sump                | Dry-sump                | Dry-sump                                   |
| Compressieverhouding   | Onbekend                | Onbekend                | Onbekend                | Onbekend                | Onbekend                | Onbekend                | Onbekend                | Onbekend                | 5,0:1                   | 5,0:1                                      |
| Fiscaal vermogen       | 6 pk                    | 6 pk                    | 6 pk                    | 6 pk                    | 6 pk                    | 6 pk                    | 6 pk                    | 6 pk                    |                         |                                            |
| Max. Vermogen          |                         |                         |                         |                         |                         |                         |                         |                         | 15 pk bij 4.200 tpm     | 15 pk bij 4.200 tpm                        |
| Primaire aandrijving   | Ketting                 | Ketting                 | Ketting                 | Ketting                 | Ketting                 | Ketting                 | Ketting                 | Ketting                 | Ketting                 | Ketting                                    |
| Koppeling              | Meervoudige droge plaat | Meervoudige droge plaat | Meervoudige droge plaat | Meervoudige droge plaat | Meervoudige droge plaat | Meervoudige droge plaat | Meervoudige droge plaat | Meervoudige droge plaat | Meervoudige droge plaat | Meervoudige droge plaat                    |
| Versnellingen          | 4                       | 4                       | 4                       | 4                       | 4                       | 4                       | 4                       | 4                       | 4                       | 4                                          |
| Secundaire aandrijving | Ketting                 | Ketting                 | Ketting                 | Ketting                 | Ketting                 | Ketting                 | Ketting                 | Ketting                 | Ketting                 | Ketting                                    |
| Rijwielgedeelte        | Dubbel wiegframe        | Dubbel wiegframe        | Dubbel wiegframe        | Dubbel wiegframe        | Dubbel wiegframe        | Dubbel wiegframe        | Dubbel wiegframe        | Dubbel wiegframe        | Dubbel wiegframe        | Dubbel wiegframe                           |
| Voorvork               | Girder-type BSA         | Girder-type BSA         | Girder-type BSA         | Girder-type BSA         | Girder-type BSA         | Girder-type BSA         | Girder-type BSA         | Girder-type BSA         | Girder-type BSA         | Girder-type BSA, vanaf 1948: telescoopvork |
| Achtervork             | Star                    | Star                    | Star                    | Star                    | Star                    | Star                    | Star                    | Star                    | Star                    | Star, vanaf 1951: Star of Plunjervering    |
| Remmen                 | Trommelremmen           | Trommelremmen           | Trommelremmen           | Trommelremmen           | Trommelremmen           | Trommelremmen           | Trommelremmen           | Trommelremmen           | Trommelremmen           | Trommelremmen                              |
| Tankinhoud             | 13,6 liter              | 13,6 liter              | 13,6 liter              | 13,6 liter              | 13,6 liter              | 13,6 liter              | 13,6 liter              | 13,6 liter              | 13,6 liter              | 13,6 liter                                 |
| Droog gewicht          | Onbekend                | Onbekend                | Onbekend                | Onbekend                | Onbekend                | Onbekend                | Onbekend                | Onbekend                | 167 kg                  | 167 kg                                     |